# 스타게이트 (프로덕션 팀)
스타게이트 (Stargate)는 "토르 에리크 헤르만센 (Tor Erik Hermansen)" (1972년 10월 14일 출생)과 "미켈 스톨리어 에릭센 (Mikkel Storleer Eriksen)" (1972년 출생)으로 구성된 노르웨이 트론헤임 출신의 음악 프로듀싱 팀이다.
그들은 미국 음반 산업계에 2006년 처음 발을 들였으며, 니요의 빌보드 핫 100 1위 싱글 So Sick을 프로듀싱 하면서 이름을 알렸다. 후에 비욘세 놀스의 Irreplaceable, 리한나의 What's My Name?과 S&M 등 유명한 노래의 프로듀싱을 맡았다.